# 趣头条
趣头条是一家中国移动内容平台。

## 历史
2016年由谭思亮成立于上海浦东新区。2016年6月APP正式上线，其后获得腾讯投资。采用付款给点阅客户的策略，截至2018年9月，1710万日活跃用户，4880万月活跃用户。
2018年9月14日，趣头条在美国纽约纳斯达克上市，股价上升128%，估值超过10亿美元，成为名副其实的独角兽公司。上市同时，趣头条也创下多个纪录，成为中国大陆移动内容聚合第一股，也是赴美上市最快的中概股。
2019年3月28日趣頭條獲得阿里巴巴集團約1.71億美元投資。根據雙方簽訂的可轉換貸款協議，阿里巴巴將以每股60美元（相當於每ADS 15美元）的價格轉換趣頭條的A類普通股；在可轉換貸款全面轉換後，趣頭條將向阿里巴巴發行新股份，相當於趣頭條在本公告發布當日股本的4.0%。
2020年3月15日趣头条被3.15晚会曝出存在大量虚假宣傳以及賭博广告。当日趣头条股价暴跌约20%。各大安卓平台下架趣頭條。
2022年4月22日，趣头条发布通知称，将于2022年6月30日停止自媒体创作平台的服务和维护，并在当天下线上传内容入口，通知提示自媒体作者尽快提现和注销账号。
2023年3月21日，趣头条宣布从纳斯达克退市。